# Ходжкинсон, Кили
Кили Николь Ходжкинсон (англ. Keely Nicole Hodgkinson; род. 3 марта 2002, Атертон, Северо-Западная Англия) — английская бегунья, специализирующаяся на средних дистанциях, в частности, 800 метров. В возрасте 19 лет она выиграла серебряную медаль на Олимпийских играх в Токио в 2020 году, побив британский национальный рекорд, установленный Келли Холмс в 1995 году, и европейский рекорд для девушек до 20 лет, став четвёртой самой быстрой женщиной в возрасте до 20 лет за все время. Ходжкинсон стала самой молодой чемпионкой в беге на 800 м в помещении, победив на чемпионате Европы 2021 года в помещении.
Ходжкинсон была чемпионкой Европы до 18 лет в 2018 году и бронзовым призёром чемпионата Европы до 20 лет в 2019 году.
Член ордена Британской империи (2024).

## Биография

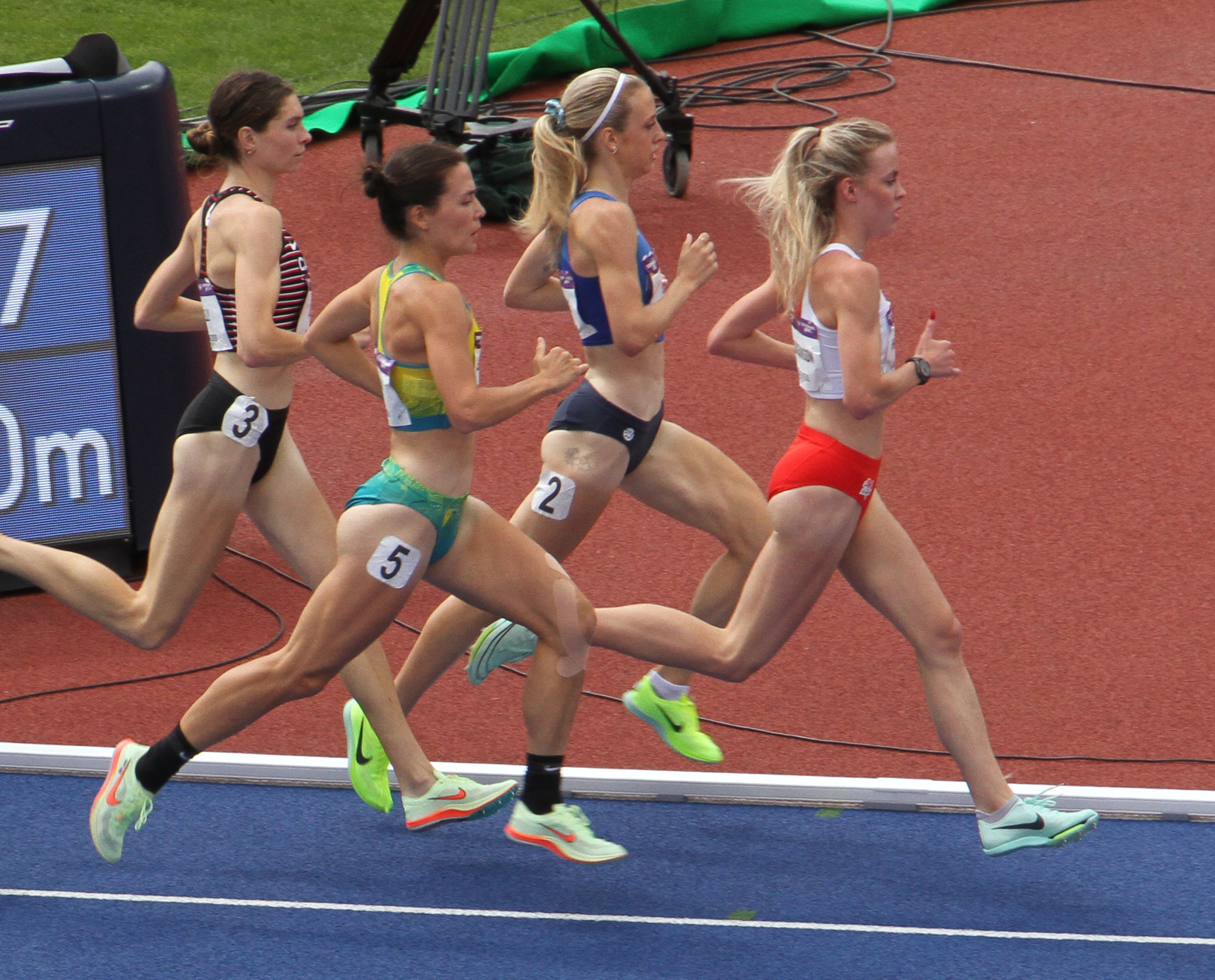
Ходжкинсон (справа) на Играх Содружества 2022 года

Кили Николь Ходжкинсон родилась 3 марта 2002 года в Уигане.

## Карьера
В возрасте 10 лет Ходжкинсон занималась плаванием и в первые годы выступала на турнирах за свою школу. Однако по совету отца она стала заниматься бегом. Также на её решение перейти в бег повлияла победа многоборки Джессики Эннис на домашней Олимпиаде в Лондоне.
В 2020 году она стала чемпионкой страны после победы на чемпионате Великобритании в беге на 800 метров со результатом 2.03,24.

### 2021
30 января Ходжкинсон стала первой британкой, установившей мировой рекорд среди спортсменов до 20 лет за 36 лет, преодолев 800-метровую дистанцию в закрытых помещениях за 1.59,03 на турнире в Вене. Однако её рекорд продержался меньше месяца и его улучшила Атинг Му, пробежав 800 м за 1.58,40, но у Ходжкинсон остался европейский рекорд.
7 марта Кили стала самой молодой чемпионкой Европы на 800 м в помещении на турнире в Торуни. Британка пробежала дистанцию за 2.03,88. На момент победы она была моложе своей соотечественницы Джейн Коулбрук, завоевавшей золотую медаль на чемпионате Европы в помещении в 1977 году в Испании.
19 мая Ходжкинсон почти секунду побила рекорд Великобритании до 20 лет, победив с результатом 1.58,89 на соревнованиях Golden Spike в Остраве. 4 июля Ходжкинсон вновь улучшила свой личный рекорд до 1.57,51, заняв четвёртое место на Бриллиантовой лиге в Стокгольме.
На отложенных из-за пандемии коронавируса Олимпийских играх 2020 года в Токио в августе она улучшила личный рекорд почти на две секунды, пробежав в финале за 1.55,88 с. Этот результат позволил британке выиграть серебряную медаль, уступив только Атинг Му. Прошлый рекорд среди спортсменов до 20 лет принадлежал Келли Холмс и был установлен в 1995 году. Кили показала четвёртый результат в истории среди спортсменов до 20 лет.
На чемпионате мира 2023 года, который состоялся в Будапеште, в беге на 800 метров, Кили стала серебряной призёркой с результатом 1:56,34.